# Hampton Beach
Hampton Beach är ett bydistrikt i kommunen Hampton i Rockingham County i delstaten New Hampshire i USA. 2010 uppmättes invånarantalet till 2 275.

### Fotnoter
1. ↑  ”Hampton Beach CDP, New Hampshire” (på engelska). American Factfinder. 13 mars 2010. Arkiverad från originalet den 12 februari 2020. https://archive.today/20200212234526/http://factfinder.census.gov/faces/nav/jsf/pages/community_facts.xhtml#none. Läst 11 september 2015.